# Sergio Zevallos
Sergio Zevallos (* 1962 in Lima, Peru) ist ein peruanischer bildender Künstler. Sein Werk besteht aus Zeichnungen, Collagen, Fotografien, Installationen und Performances.
Zevallos studierte von 1980 bis 1982 an der Escuela de Artes der Päpstlichen Katholischen Universität von Peru in Lima. Er war Mitbegründer der zwischen 1982 und 1994 aktiven Grupo Chaclacayo, die zum künstlerischen Underground gehörte. Seit 1989 lebt und arbeitet Zevallos in Berlin.
2013 und 2014 zeigten ihn das Museo de Arte de Lima (MALI) und der Württembergische Kunstverein in Stuttgart unter dem Ausstellungstitel Un cueropo ambulante/Ein umherschweifender Körper. Er war 2017 Teilnehmer der documenta 14 in der Neuen Galerie und wurde 2018 mit dem mit 25.000 € dotierten HAP-Grieshaber-Preis ausgezeichnet.

## Veröffentlichungen, Kataloge
- Todesbilder. Peru oder Das Ende des europäischen Traums. Grupo Chaclacayo. Herausgegeben vom Künstlerhaus Bethanien, Berlin. Alexander-Verlag, Berlin 1989, ISBN 3-923854-47-1 (Bilder und Texte zur Wanderausstellung gleichen Titels mit Arbeiten von Grupo Chaclacayo, Peru, beteiligt: Helmut J. Psotta, Sergio Zevallos und Raúl Avellaneda).